# Europarlamentari del Belgio della IX legislatura
Gli europarlamentari del Belgio della IX legislatura, eletti in occasione delle elezioni europee del 2019, sono stati i seguenti.

## Composizione storica
| Europarlamentare     | Lista                                    | Gruppo    |
| -------------------- | ---------------------------------------- | --------- |
| Gerolf Annemans      | Vlaams Belang                            | ID        |
| Maria Arena          | Partito Socialista                       | S&D       |
| Pascal Arimont       | Partito Cristiano Sociale                | PPE       |
| Marc Botenga         | Partito del Lavoro del Belgio            | GUE/NGL   |
| Geert Bourgeois      | Nuova Alleanza Fiamminga                 | ECR       |
| Saskia Bricmont      | Ecolo                                    | Verdi/ALE |
| Olivier Chastel      | Movimento Riformatore                    | RE        |
| Filip De Man         | Vlaams Belang                            | ID        |
| Petra De Sutter      | Verdi                                    | Verdi/ALE |
| Cindy Franssen       | Cristiano-Democratici e Fiamminghi       | PPE       |
| Assita Kanko         | Nuova Alleanza Fiamminga                 | ECR       |
| Philippe Lamberts    | Ecolo                                    | Verdi/ALE |
| Benoît Lutgen        | Centro Democratico Umanista              | PPE       |
| Kris Peeters         | Cristiano-Democratici e Fiamminghi       | PPE       |
| Frédérique Ries      | Movimento Riformatore                    | RE        |
| Marc Tarabella       | Partito Socialista                       | S&D       |
| Kathleen Van Brempt  | Partito Socialista Differente            | S&D       |
| Tom Vandendriessche  | Vlaams Belang                            | ID        |
| Johan Van Overtveldt | Nuova Alleanza Fiamminga                 | ECR       |
| Hilde Vautmans       | Liberali e Democratici Fiamminghi Aperti | RE        |
| Guy Verhofstadt      | Liberali e Democratici Fiamminghi Aperti | RE        |